# Emił Kostadinow
Emił Łubczow Kostadinow (ur. 12 sierpnia 1967 roku w Sofii), bułgarski piłkarz grający na pozycji napastnika, a obecnie działacz piłkarski.

## Kariera piłkarska
Jest wychowankiem CSKA Sofia. Kiedy w wieku dwudziestu trzech lat odchodził z klubu ze stolicy kraju miał na swoim koncie trzy tytuły mistrza, cztery Puchary oraz trzydzieści sześć goli strzelonych w ekstraklasie.
Dobrą passę kontynuował za granicą, w FC Porto, gdzie występował przez pięć lat. Do wcześniejszych wyników dołączył dwa mistrzostwa Portugalii. Apogeum swoim piłkarskich możliwości osiągnął w ciągu półtorarocznej przygody z Bayernem Monachium, podczas której jako drugi (po Christo Stoiczkowie) Bułgar w historii sięgnął po europejskie trofeum (Puchar UEFA). Od czasu rozstania w 1996 roku z Bayernem występował z mniejszymi sukcesami w Turcji, Meksyku, a na koniec swojej piłkarskiej kariery powrócił do CSKA.
W reprezentacji Bułgarii zadebiutował w 1988 roku. Należy do najlepszego pokolenia bułgarskich piłkarzy, obok Christo Stoiczkowa, Krasimira Bałykowa i Jordana Leczkowa jest jego najbardziej rozpoznawalnym przedstawicielem. Drużyna prowadzona przez Dimityra Penewa w pierwszej połowie lat 90. - po raz pierwszy w historii - dotarła do półfinału mistrzostw świata (Mundial 1994) oraz zaliczyła debiutancki start w mistrzostwach Europy (Euro 1996).
Kostadinow w czasie swojej reprezentacyjnej przygody strzelił dwadzieścia sześć goli, ale jednymi z najważniejszych były te zdobyte 17 listopada 1993 roku w spotkaniu eliminacyjnym do mundialu 1994 z Francją; jego dwie bramki zapewniły zwycięstwo 2:1 i bezpośredni awans do turnieju. Po tym meczu francuska prasa nazwała go "Świętym Emiłem", a on sam niedługo potem został wybrany na najlepszego piłkarza Bułgarii w roku 1993. Występował w kadrze aż do 1998 roku. Po nieudanym Mundialu 1998, podobnie jak kilku innych kolegów pamiętających poprzedni turniej, postanowił pożegnać się z drużyną narodową.

## Sukcesy piłkarskie
- mistrzostwo Bułgarii 1987, 1989 i 1990 oraz Puchar Bułgarii 1985, 1987, 1988 i 1989 z CSKA Sofia
- mistrzostwo Portugalii 1992 i 1993 oraz Puchar Portugalii 1991 z FC Porto
- wicemistrzostwo Niemiec 1996 oraz Puchar UEFA 1996 z Bayernem Monachium
- Piłkarz roku 1993 w Bułgarii
- Sportowiec roku 1993 w Bułgarii

## Kariera działacza
Po zakończeniu kariery piłkarskiej został członkiem zarządu CSKA Sofia. Przed rozpoczęciem sezonu 2008–2009 pojawiły się informacje, że zastąpi Aleksandyra Tomowa na stanowisku prezesa klubu, jednak ostatecznie Tomow zachował stanowisko.
Kostadinow zaś wszedł do komitetu wykonawczego Bułgarskiego Związku Piłki Nożnej, kierowanego przez dawnego kolegę z boiska Borisława Michajłowa.